# Nậm Nơn
Nậm Nơn là phụ lưu hợp thành của sông Lam, chảy từ Lào vào phía tây tỉnh Nghệ An, Việt Nam .
Nậm Nơn được quan niệm theo hai dạng khác nhau trong các văn liệu.
1. Là phần thượng nguồn của sông Lam với tên theo tiếng Thái [2]. Nó còn được gọi là sông Cả.
2. Là phụ lưu hợp thành quan trọng nhất của sông Lam, hợp lưu với Nậm Mộ thành sông Lam tại làng Cửa Rào xã Xá Lượng huyện Tương Dương [3].

## Dòng chảy
Nậm Nơn bắt nguồn từ muang Huameuang tỉnh Houaphan, Lào 20°17′50″B 103°33′42″Đ / 20,29722°B 103,56167°Đ
Sông chảy vào địa phận Việt Nam ở xã Keng Đu, huyện Kỳ Sơn.19°40′58″B 104°04′7″Đ / 19,68278°B 104,06861°Đ
Đến làng Cửa Rào xã Xá Lượng huyện Tương Dương thì hợp lưu với Nậm Mộ thành sông Lam.

## Các thủy điện
Dự án Thủy điện Mỹ Lý công suất lắp máy 180 MW, tại xã Mỹ Lý huyện Kỳ Sơn . Do đoạn sông tạo hồ chứa nước là đường tự nhiên của biên giới Việt Lào, nên năm 2018 đang chờ thỏa thuận giữa hai nước .
Thủy điện Bản Vẽ công suất lắp máy 320 MW, khởi công năm 2005, phát điện hòa lưới năm 2010, tại bản Vẽ xã Yên Na huyện Tương Dương .19°20′22″B 104°29′1″Đ / 19,33944°B 104,48361°Đ
Thủy điện Nậm Nơn công suất lắp máy 20 MW, khởi công tháng 12/2011  hoàn thành 2015  tại vùng đất bản Lả xã Lượng Minh huyện Tương Dương.19°19′3″B 104°24′58″Đ / 19,3175°B 104,41611°Đ

## Chỉ dẫn
1. ↑  Trong tiếng Thái-Tày "Nậm" có nghĩa là nước, sông, suối.